# Yoann Gourcuff
Pour les articles homonymes, voir Yoann et Gourcuff.
Yoann Gourcuff, né le 11 juillet 1986 à Ploemeur (Morbihan), est un footballeur international français qui évoluait au poste de milieu offensif de 2003 à 2019.
Formé au Stade rennais, il fait ses débuts professionnels avec le club breton sous la direction de son père comme entraîneur Christian Gourcuff. En 2006, il rejoint l'AC Milan mais ne parvient pas à s'imposer dans un effectif composé de stars. Deux saisons plus tard, il revient en France, sous forme de prêt, aux Girondins de Bordeaux où il réalise le doublé Coupe de la Ligue et championnat. Maître à jouer dans le système de Laurent Blanc, Yoann Gourcuff reçoit le trophée UNFP du meilleur joueur de Ligue 1 et du plus beau but inscrit en 2009. L'année suivante, il atteint les quarts de finale de la Ligue des champions. Ses prestations et son profil technique suscitent un réel engouement chez les observateurs allant jusqu'à le comparer avec Zinédine Zidane.
En 2010, Yoann Gourcuff rejoint l'Olympique lyonnais, recruté par le président Jean-Michel Aulas. Ses performances sportives n’y atteignent jamais celles de ses années bordelaises. Raillé par les supporters pour ses blessures à répétition, il ne dispute au total que 128 matchs pour seulement 19 buts en l'espace de cinq ans. Lors de son départ, les médias évoquent une « catastrophe industrielle » au regard des investissements économiques qui avaient été mis en place lors de son arrivée à Lyon. En fin de contrat, Yoann Gourcuff quitte l'OL à l'issue de la saison 2014-2015. 
Après avoir signé un protocole d'accord, il revient au Stade rennais FC et retrouve les terrains début 2016 dans le but de relancer sa carrière, mais doit faire face à de nouvelles blessures. Il termine finalement sa carrière lors de la saison 2018-2019 au Dijon Football Côte-d'Or après seulement huit matchs disputés.
En équipe de France, Yoann Gourcuff remporte d'abord le championnat d'Europe des moins de 19 en 2005. Lancé par Raymond Domenech, il fait ses débuts en équipe de France A en août 2008 et inscrit son premier but international deux mois plus tard contre la Roumanie. Durant la campagne de qualifications pour le Mondial, il est positionné dans le rôle de meneur de jeu. Sélectionné pour la Coupe du monde 2010 en Afrique du Sud, il prend part à l'élimination des Bleus dès le premier tour et à la grève de Knysna. Malgré l'arrivée de Laurent Blanc en tant que sélectionneur et sa participation aux éliminatoires, il est écarté pour l'Euro 2012 et n'est plus sélectionné en Bleu à partir de 2013.

## Biographie
Il est le fils de Christian Gourcuff, entraîneur de football et ancien joueur professionnel, dont il suit les traces.

### Au Stade rennais FC
Yoann Gourcuff joue au FC Lorient jusqu'à l'âge de quatorze ans, et fréquente entre ses douze et ses quatorze ans le centre de préformation de Ploufragan,.
En 2001, il intègre le centre de formation du Stade rennais FC, et rejoint du même coup son père qui est alors l'entraîneur du club.
De grandes équipes européennes comme l'Ajax Amsterdam, Arsenal et Liverpool, commencent dès cette époque à s'intéresser au jeune joueur, mais Yoann Gourcuff décide de poursuivre à Rennes où il signe un contrat professionnel en novembre 2003. Il s'illustre cette année-là en marquant un coup franc en finale de la Coupe Gambardella, contribuant ainsi à la conquête du trophée par son club. À 18 ans, il obtient un baccalauréat sciences et technologies industrielles. Il poursuit ses études par la suite en commençant une licence de STAPS à l'université Rennes 2.
L'année suivante, il joue son premier match en Ligue 1, le 7 février 2004 contre l'AJ Auxerre et apparait à neuf reprises dans le groupe professionnel aux côtés de Petr Čech, Kim Källström, Frédéric Piquionne ou encore Alexander Frei. L'excellente saison 2004-2005 du Stade rennais FC, conclue par une quatrième place qualificative pour la Coupe UEFA, lui permet d'éclore petit à petit, jouant 21 matchs de championnat, dont six comme titulaire. Mais c'est la saison 2005-2006 qui le révèle au grand jour grâce à des performances de haut niveau, notamment contre Lyon avec un but marqué lors d'une victoire quatre buts à un au Stade de Gerland. Cette saison est la plus complète puisqu'il participe à 36 matchs de Ligue 1 (28 en tant que titulaire), durant lesquels il inscrit six buts, et participe à cinq matchs de Coupe UEFA.
Il décide à la fin de cette même saison de ne pas donner suite aux prolongations de contrat offertes par le Stade rennais, contrat qui se termine en juin 2007. Malgré son départ de Bretagne, Yoann Gourcuff ne cessera d'exprimer son amour pour cette région.

### Au Milan AC
Il rejoint le Milan AC au cours de l'été 2006, malgré les sollicitations du Paris Saint-Germain, Lyon et Arsenal. Rapidement, les médias italiens le considèrent comme le « nouveau Zidane », et ne tarissent pas d'éloge sur lui,.
Il inscrit son premier but contre l'AEK Athènes dès les premières minutes de jeu lors de sa première titularisation en Ligue des champions (remporté par le Milan AC).
Mais au Milan AC, Yoann Gourcuff se voit bloqué par des milieux de très grande qualité comme Kaká, Clarence Seedorf, Andrea Pirlo, Gennaro Gattuso, ou encore Massimo Ambrosini, et n'arrive pas à s'imposer au sein de l'effectif du club. Lors de sa première saison sous les couleurs milanaises il ne joue que 21 matchs en Serie A. Yoann Gourcuff prolonge pourtant jusqu'en 2012 son contrat avec les Rossoneri. Il ne participe pas à la finale de la Ligue des champions 2007 et ne figure pas sur la feuille de match.
L'année suivante, il a encore moins de temps de jeu et sa cote commence à baisser. Sa situation parait d'autant plus compromise par l'arrivée de Ronaldinho, transféré depuis le FC Barcelone lors de l'intersaison. À la demande du joueur, l'AC Milan accepte alors de le prêter au club des Girondins de Bordeaux pour lui permettre d'augmenter son temps de jeu et ainsi acquérir plus de confiance.

### Aux Girondins de Bordeaux

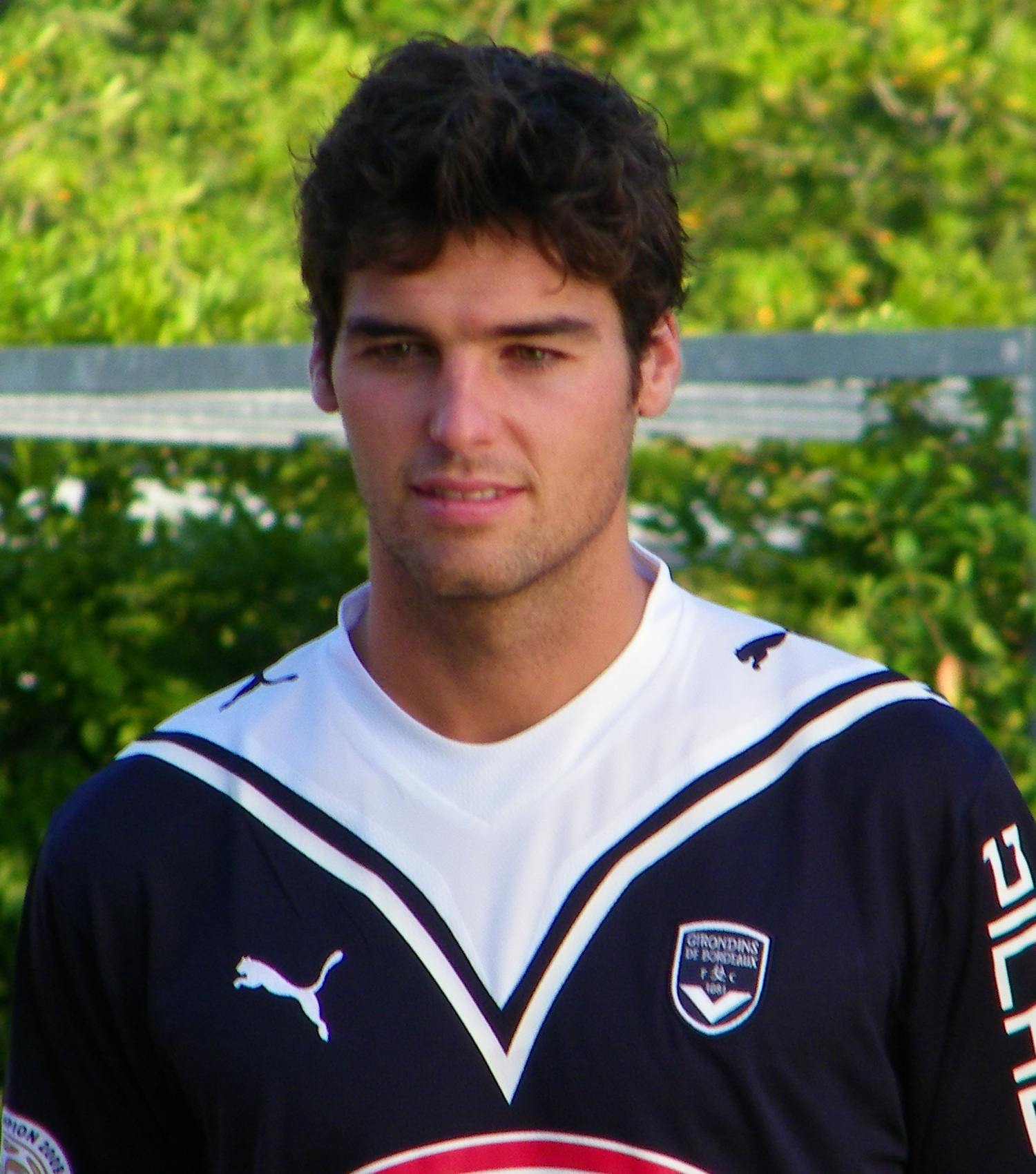
Gourcuff avec Bordeaux.

Yoann Gourcuff est prêté à Bordeaux pour la saison 2008-2009, avec une option d'achat d'environ quinze millions d'euros. Le président Jean-Louis Triaud en avait fait une de ses priorités pour remplacer Johan Micoud dont le contrat n'a pas été renouvelé. Il s'impose rapidement comme un élément indispensable, enchaînant les prestations de très haut niveau en Ligue 1 et en Ligue des champions, et en marquant quelques buts remarqués contre Toulouse, Paris, et Nantes. Son but contre le PSG, inscrit à la suite d'une roulette et d'un crochet par lesquels il élimine trois défenseurs lui vaudra de recevoir le Trophée UNFP du plus beau but de la saison. Il est également connu pour sa polyvalence devant le but en devenant un habile tireur de coup de pied arrêté et joueur de tête. À la fin de la saison, il figure dans le top dix des meilleurs buteurs du championnat de Ligue 1, où ne figurent à part lui que des attaquants, en inscrivant douze buts.
En octobre 2009, il figure dans la liste des trente nommés pour le Ballon d'or, et finira vingtième du classement, et deuxième meilleur français.
Le 28 mai 2009 et malgré le souhait des dirigeants milanais de le conserver, il devient bordelais, en s'engageant avec le club pour quatre ans et 13,6 millions d'euros. Pour la saison 2009-2010 son salaire est estimé à 310 000 euros mensuels, soit l'un des plus élevés de Ligue 1 (après celui de Lisandro López). Mais sa saison est marquée par de nombreuses blessures qui l'empêchent d'évoluer à son meilleur niveau. Il inscrit ainsi seulement six buts en 29 matchs de Ligue 1, contre douze buts en 37 matchs l'an passé.
Le 21 août 2010, faute de pouvoir disputer la Ligue des champions, il affirme aux dirigeants girondins sa volonté de quitter Bordeaux pour rejoindre l'Olympique lyonnais, où il retrouverait ses amis Hugo Lloris et Jérémy Toulalan. Le 23 août 2010, l'Olympique lyonnais annonce avoir trouvé un accord avec le club bordelais pour son transfert pour un montant de 22 millions d'euros incluant en plus 4,5 millions d'euros de bonus divers.

### À l'Olympique lyonnais

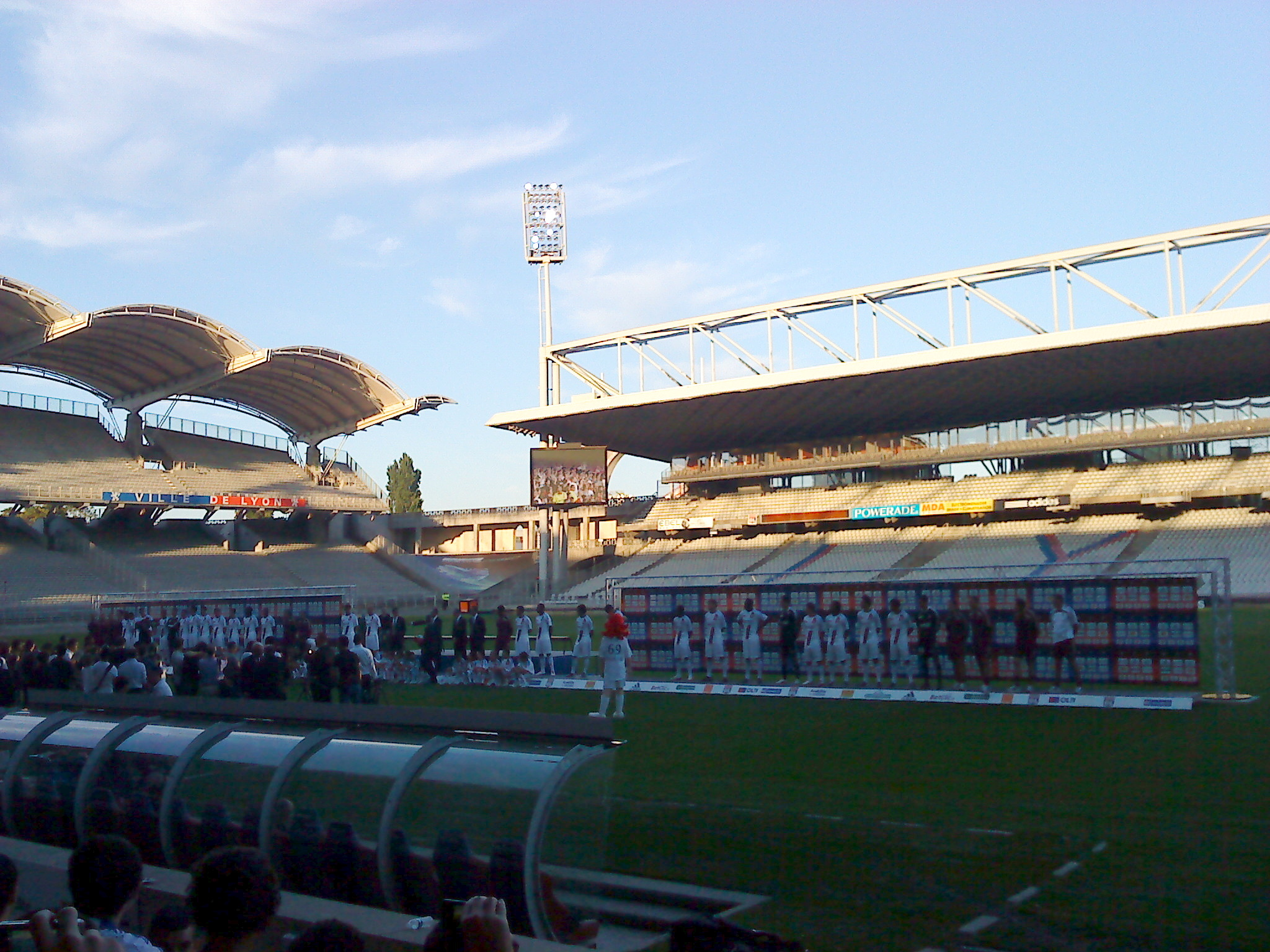
Présentation de Yoann Gourcuff et de l'effectif lyonnais pour la saison 2010-2011 de Ligue 1.

La présentation de Yoann Gourcuff sous ses nouvelles couleurs a lieu le 25 août 2010. L'Olympique lyonnais organise une cérémonie au stade de Gerland pour le présenter et 15 000 spectateurs font le déplacement.
Le Modèle:Fate, lors de la 9e journée de L1, contre le LOSC, il marque pour la première fois avec le maillot de l'Olympique lyonnais, à la 41e minute. Le 2 novembre 2010, il inscrit le premier but de Lyon à la 75e minute contre le Benfica de Lisbonne (défaite 4 à 3) en Ligue des champions. Blessé lors de la rencontre du 24 novembre 2010 en Ligue des champions contre Schalke 04, il est absent des terrains jusqu'au 15 janvier face à Lorient. Il admet dans la presse qu'il n'a pas encore évolué à son meilleur niveau depuis son arrivée à Lyon. Il enchaîne de bonnes prestations au mois de février en donnant deux passes décisives face à l'AS Saint-Étienne et en inscrivant un but face à Nancy. Il connait par la suite deux autres blessures (orteil puis adducteur) qui l'écartent pour le dernier mois de compétition. Il aura cependant en trente-trois apparitions marqué quatre fois et délivré cinq passes décisives.

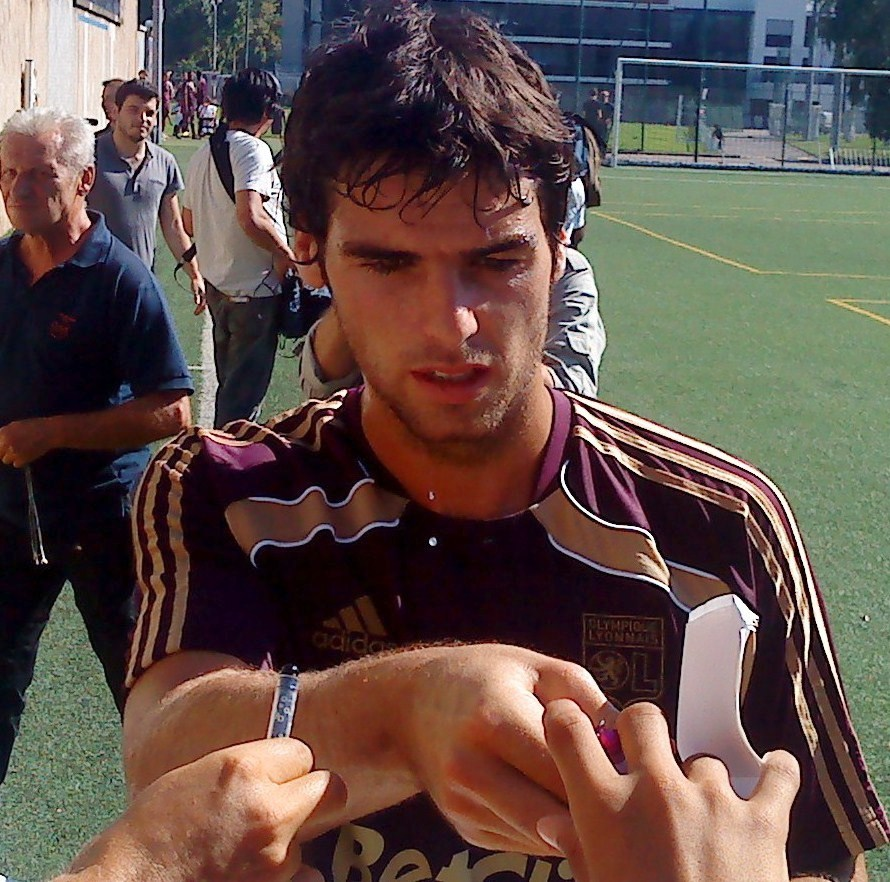
Yoann Gourcuff en 2010 avec l'Olympique lyonnais.

À la fin de cette première saison à l'Olympique lyonnais, plusieurs commentateurs sportifs s'accordent pour considérer qu'au regard des performances sportives du joueur, le transfert de Yoann Gourcuff a constitué un mauvais investissement financier pour l'Olympique lyonnais,. 
Cependant, le club maintient sa confiance en Yoann Gourcuff. En effet, après le départ de Miralem Pjanić, il récupère le numéro 8. Mais il manque le début de la saison 2011-2012 à cause d'une blessure à la cheville, et revient sur les terrains en octobre. Il marque son premier but de la saison face à AS Saint-Étienne et permet ainsi à l'OL de remporter le derby (2-0). Son année 2012 est perturbée par de nombreuses blessures et il ne dispute que 23 matchs toutes compétitions confondues.
Le 28 juillet 2012, il participe aussi à la victoire de l'OL en finale du Trophée des champions face au Montpellier Hérault Sport Club, passeur décisif sur le but de Bafétimbi Gomis. Il est alors élu homme du match du Trophée des champions grâce à sa prestation lors de la victoire 2-2 (4 tab à 2). Comme lors la saison précédente, Yoann Gourcuff ne parvient pas à enchaîner les performances à cause des blessures, et ce n'est qu'au mois d'avril qu'il est titularisé plusieurs fois de suite. Le 28 avril 2013, il marque dans le derby face à Saint-Étienne, sur une passe de Clément Grenier, après avoir éliminé deux joueurs. Il joue ensuite tous les matchs de cette fin de saison sur le côté gauche comme lors de ce derby.
Il réalise une très bonne entame de saison 2013-2014 en août 2013, contribuant largement au succès des siens sur Nice lors de la première journée avec un but et deux passes décisives. Malgré de nouvelles blessures qui entachent sa saison, il effectue des retours convaincants sur le terrain. Il rechute cependant en deuxième partie de saison, et ne poursuit donc pas son regain de forme.
Pour son retour de blessure lors de la saison 2014-2015, il n'est pas immédiatement titularisé par son nouvel entraîneur Hubert Fournier. Le 20 octobre 2014, pour sa deuxième titularisation de la saison, Yoann Gourcuff inscrit un doublé contre Montpellier (victoire 5-1). Le 26 octobre 2014, il marque un but précédé d'un crochet et d'une superbe frappe en lucarne, contre l'Olympique de Marseille (score final 1-0 pour l'Olympique lyonnais). Il se blesse à l'adducteur droit  juste après et ne sera de retour que 8 semaines plus tard, en coupe de la ligue face à Monaco, et réalise une passe décisive à Alexandre Lacazette. 
Lors de la saison 2014-2015, alors qu'il semblait retrouver le goût de jouer, il se blesse en mars ce qui constitue sa vingtième blessure en moins de cinq ans (contre Nice (1-2) où il rentre directement aux vestiaires juste après avoir tiré au-dessus des buts niçois. 
Ses relations avec son entraîneur se dégradent et deviennent tendues,, et il n'est plus présent dans le groupe à partir du mois d'avril. De son arrivée en 2010 à l'OL jusqu'à son départ, il n'aura disputé que 23 matchs dans leur intégralité. Une statistique qui doit cependant être relativisée par le fait que les meneurs de jeu ne disputent que rarement les matchs en entier. Le 16 mai 2015, Jean-Michel Aulas annonce que Yoann Gourcuff quitte le club à l'expiration de son contrat le 30 juin 2015. C'est en effet ce qu'il se passe. En cinq saisons, il aura participé à cent-vingt-huit rencontres, inscrit dix-neuf buts et offert vingt-six passes décisives.

### Retour au Stade rennais FC
Le 14 septembre 2015, Yoann Gourcuff signe un protocole d'accord avec le Stade rennais FC, son club formateur, stipulant qu'il s'engagera pour un contrat d'un an lorsqu'il aura guéri une blessure à l'os sésamoïde du pied. De ce fait, un mois et demi plus tard, le 2 novembre 2015, le joueur paraphe son contrat et intègre l'effectif rennais. Son contrat porte sur la saison en cours sans option pour l'avenir. Il entame alors un programme d'entraînement individualisé à la Piverdière. Il joue son premier match, sous ses nouvelles couleurs, le 9 janvier 2016 à l'occasion du derby breton entre Rennes et Lorient pour la 20e journée. Blessé par l'un de ses coéquipiers lors de cette rencontre, le joueur est indisponible pendant un mois. Il est titulaire à domicile pour la première fois cette saison lors de la 29e journée pour une victoire 4-1 face aux voisins nantais. Il est l'auteur d'un doublé le 18 mars 2016, son équipe s'impose face à l'Olympique de Marseille 5-2, au stade Vélodrome en ouverture de la 31e journée. Ces deux buts sont inscrits dix ans jour pour jour après son dernier but avec le Stade rennais FC. Le 18 mars 2006, il avait en effet donné la victoire aux siens face au FC Metz (1-0).
En avril 2016, il fait partie d'une liste de 58 joueurs sélectionnables en équipe de Bretagne, dévoilée par Raymond Domenech qui en est le nouveau sélectionneur.
Le 5 juillet 2016, il prolonge son contrat de deux ans avec le club breton, jusqu'en juin 2018.
Blessé en préparation de la saison 2017-2018, il est de nouveau régulièrement touché au genou et au péroné. Son temps de jeu se réduit par rapport à la saison précédente, avec treize matchs joués, dont dix en Ligue 1. Le 1er juin 2018, le Stade rennais FC annonce que le contrat du joueur, arrivant à échéance à la fin du mois, ne sera pas renouvelé.

### Au Dijon FCO
Libre depuis le 30 juin 2018, il s'engage avec Dijon Football Côte-d'Or le 20 juillet 2018 pour une durée d'un an.
En octobre, il se blesse à la cuisse gauche lors de la réception de Lille. Il est alors indisponible durant trois semaines.
Le 23 janvier 2019, d’un commun accord, le DFCO et Yoann Gourcuff décident de mettre fin à leur collaboration. L’international français résilie son contrat.
En 2022, le magazine So Foot le classe dans le top 1000 des meilleurs joueurs du championnat de France, à la 95e place.

### Avec l'équipe de France
Le 12 août 2008, Raymond Domenech décide de l'appeler en Équipe de France dans le cadre d'un match amical disputé contre la Suède le 20 août 2008, match où il joue les dernières secondes sans toucher le ballon. Yoann Gourcuff joue une nouvelle fois avec les Bleus, lors de sa deuxième sélection, contre l'Équipe d'Autriche, le 6 septembre 2008 avec un match perdu trois buts à un, il rentre alors au milieu de la seconde période.

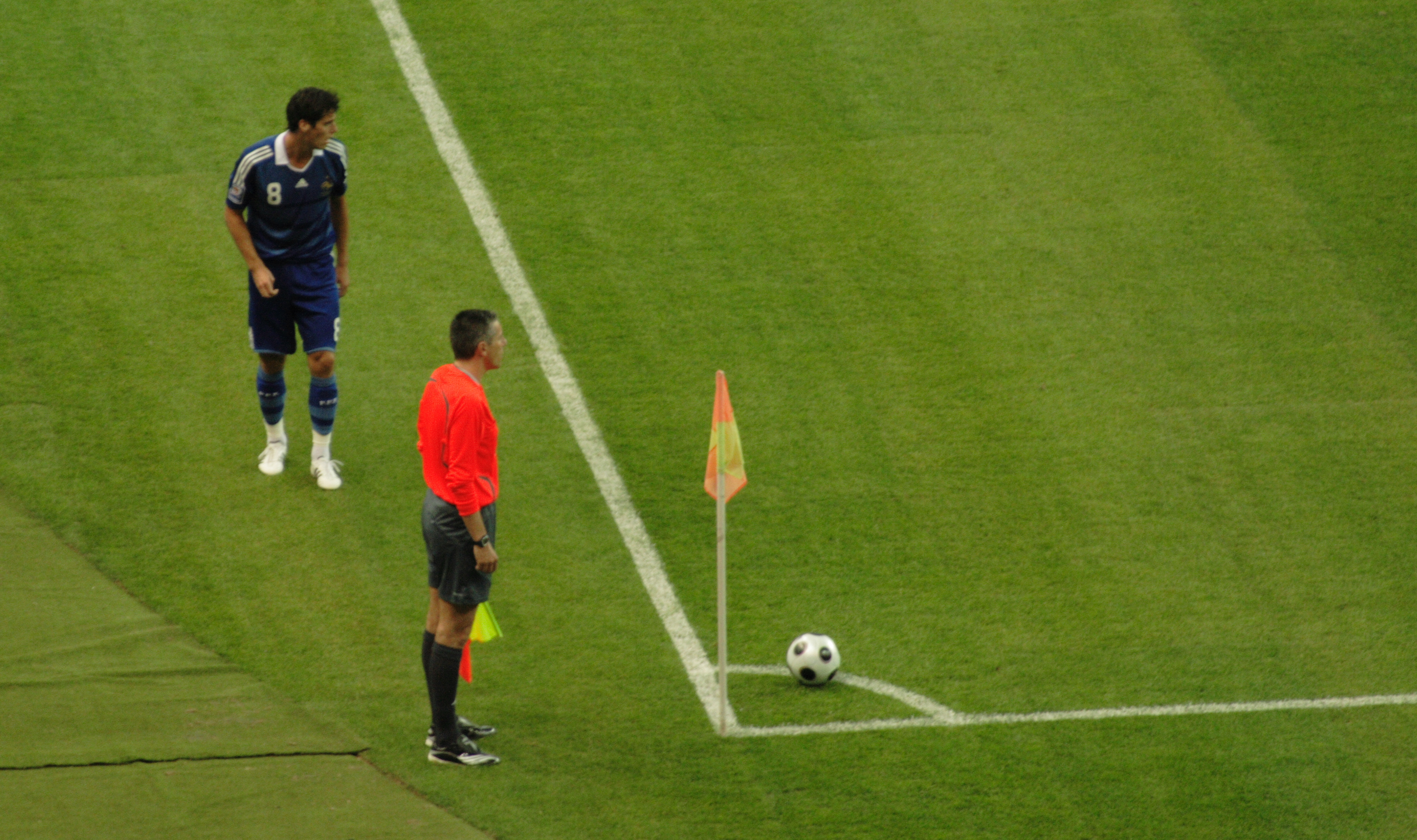
Yoann Gourcuff tirant un corner durant le match France-Serbie.

Le 10 septembre 2008, il est titularisé pour la première fois au cours d'un match contre la Serbie. Il offre une passe décisive pour Nicolas Anelka qui marque le seul but français et manque de peu d'inscrire un autre but en frappant la transversale.
Le 11 octobre 2008, il marque à Constanţa son premier but en équipe de France contre la Roumanie d'une frappe de 35 mètres sous la barre transversale.
Le 11 mai 2010, il apparait dans la liste des trente joueurs pré-sélectionnés pour jouer la Coupe du monde 2010 en Afrique du Sud puis est ensuite retenu dans la liste définitive des 23. En Afrique du Sud, il participe au match contre l'Uruguay, conclu par un match nul zéro partout, mais n'est pas titularisé pour le second qui voit le naufrage de l'Équipe de France contre le Mexique, deux buts à zéro. Il ne joue qu'une vingtaine de minutes contre l'Afrique du Sud en raison de son expulsion sur un carton rouge direct pour un coup de coude dans le visage de MacBeth Sibaya lors d'un duel aérien.

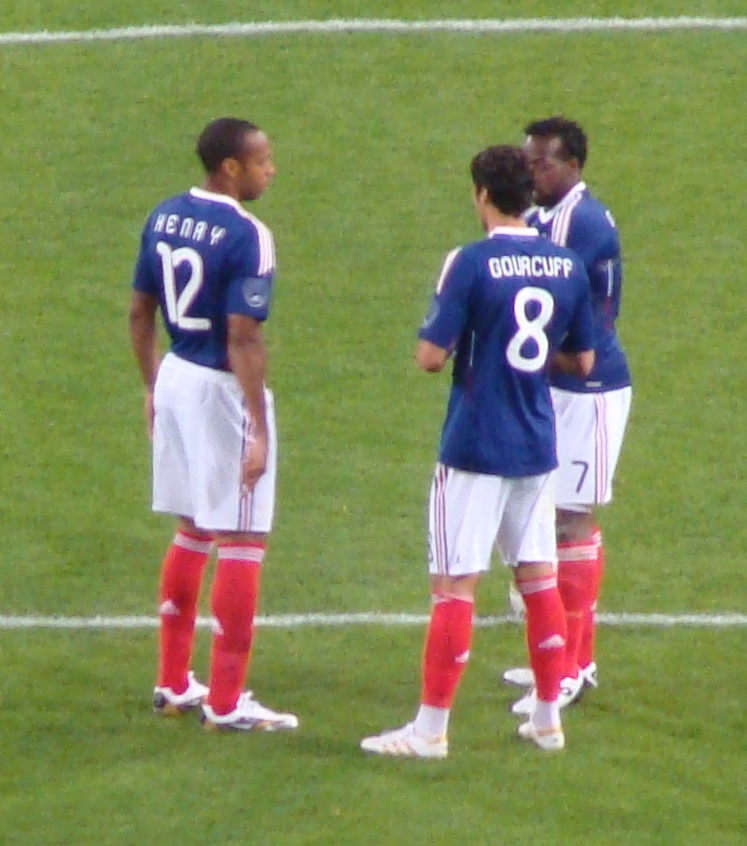
Avec Thierry Henry et Sidney Govou, en match de préparation du Mondial 2010.

Le 9 octobre 2010, au stade de France, durant le match opposant la France à la Roumanie, il rentre à la 74e minute, remplaçant ainsi Samir Nasri. Il marque durant ce match dans les arrêts de jeu, d'une passe décisive de Dimitri Payet. Trois jours plus tard, au stade Saint-Symphorien de Metz face au Luxembourg, il fait une passe décisive sur corner à Karim Benzema et il marque une nouvelle fois et encore sur une passe décisive de Dimitri Payet. Le 9 février 2011, il est titulaire face au Brésil (1-0) à l'occasion d'un match amical. Malgré ses difficultés en club, il livre une prestation satisfaisante sans toutefois se montrer décisif. Il est sifflé par une partie du public du Stade de France lors de son remplacement.
Le 25 mars 2011, lors du match contre le Luxembourg, dans le cadre des éliminatoires de l'Euro 2012, Gourcuff est titulaire et buteur, permettant aux siens de l'emporter 2 à 0.
Le 15 mai 2012, le sélectionneur Laurent Blanc le convoque dans une pré-liste de 26 joueurs pour l'Euro 2012.
Le 29 mai 2012, Laurent Blanc décide de ne pas le retenir dans la liste des 23 joueurs qui partiront pour l'Euro 2012.
Le 8 novembre 2012, le nouveau sélectionneur de l'équipe de France Didier Deschamps, le convoque en vue du match amical Italie-France le 14 novembre 2012. Lors du match, il rentre à la 73e minute en remplaçant Mathieu Valbuena. Sa dernière sélection a lieu contre l'Uruguay, lors d'une défaite 1-0, en juin 2013 à Montevideo. Il est alors titulaire et livre une prestation terne.

#### Un malaise Gourcuff en Bleu?
La Coupe du monde 2010 a été pour le football français un bilan désastreux, tant sur le plan sportif que sur le plan social, et Gourcuff a été au cœur de plusieurs rumeurs et polémiques, encore teintées de zones d'ombre une dizaine d'années après.
Considéré comme « le nouveau Zidane » par la presse sportive, Yoann Gourcuff était très populaire auprès du grand public, devenu le « beau gosse » du football. Les magazines people lui attribuent des liaisons avec la nageuse Laure Manaudou, la mannequin Marie de Villepin, l'animatrice Alessandra Sublet ou encore une homosexualité supposée. Sa popularité contrastant avec ses performances décevantes sur le terrain lui auraient valu d'être ostracisé par ses coéquipiers en équipe de France, lui affublant le surnom de « La Nouvelle Star ». L'ancien médecin des Bleus, Jean-Pierre Paclet écrit dans son livre L'implosion que lors du stage de préparation en Tunisie, Wahiba, la femme de Franck Ribéry, aurait fait les yeux doux à Gourcuff, ne le « [quittant] pas des yeux et le fait savoir à son époux », lui qui a été impliqué dans l'affaire Zahia. L'intérêt de Wahiba pour le jeune breton aurait fortement déplu à la star du Bayern Munich, s'éloignant de son coéquipier et « ne lui [faisant] pratiquement plus aucune passe ». Le médecin ajoute que Ribéry ne s'intéressait pas « à grand monde » à part ses amis proches, à savoir Nicolas Anelka, Patrice Évra et William Gallas.  
Alors que l'équipe de France se trouve en pleine compétition, les rumeurs d'un rejet de Yoann Gourcuff par le noyau dur des Bleus éclatent. Sur le plateau du Canal Football Club, le chroniqueur Pierre Ménès défend Gourcuff et tacle la bande à Ribéry, estimant qu'ils le mettent à l'écart « parce qu'ils ne peuvent pas le blairer [...] parce qu'il est poli, parce qu'il est bien élevé, parce qu'il écrit pas papa avec trois “p”... Parce qu'il plaît aux filles. C'est de la jalousie pure et dure. »
Après l'élimination des Bleus au Mondial, un proche d'un joueur témoigne anonymement sur un site internet dédiée aux Girondins de Bordeaux. Il y confirme le surnom de « Nouvelle Star » attribué à Gourcuff et balaie l'idée d'un groupe uni et soudé mis en avant par les cadres de l'équipe. Selon cette source, Patrice Évra, Williams Gallas, Franck Ribéry et Nicolas Anelka « avaient pour rituel de mettre une claque derrière son crâne à chaque fois [que Yoann Gourcuff] passait devant eux dans l'allée du bus ». Et ajoute qu'un jour, « Évra est allé plus loin que d'habitude et Gourcuff a répondu. » Le ton serait monté, Alou Diarra serait intervenu pour défendre Gourcuff, son coéquipier en club. Face à cela, Ribéry et Gallas se seraient levés à leur tour pour soutenir Évra tandis que Cédric Carrasso et Marc Planus auraient fait de même pour soutenir Diarra et Gourcuff. Dans leur livre La Face cachée de Franck Ribéry, Gilles Verdez et Matthieu Suc confirment ces incidents et accusent Ribéry d’avoir incité ses coéquipiers à mettre des claques sur la tête du Bordelais.  
Depuis la grève de Knysna et l’élimination en phases de poules à la Coupe du monde 2010, l’opinion publique entretient des rapports compliqués avec sa sélection nationale. Chaque échec en compétition ou polémique au sein du groupe renvoie automatiquement à ce qui s’est passé en Afrique du Sud. Malgré tout, Yoann Gourcuff est l’un des rares joueurs qui, évoqué individuellement, bénéficiait d’une bonne image auprès des français, étant considéré comme une victime des  « caïds immatures » (termes utilisé par la ministre des sports Roselyne Bachelot à l'Assemblée nationale) plutôt qu’un acteur majeur du fiasco. Si Patrice Évra ou Éric Abidal évoquent une grève soutenue par l’ensemble des joueurs, d’autres comme Yoann Gourcuff, Hugo Lloris et Djibril Cissé ont déclaré par la suite qu’ils n’étaient pas vraiment d’accord avec cette décision et qu’ils n’avaient pu se soustraire à la décision des cadres.
En plus de sa popularité auprès de la gent féminine, Yoann Gourcuff avait également la confiance du sélectionneur, Raymond Domenech. Dans son livre Tout seul, Domenech écrit à propos d’une causerie avant le premier match de poules contre l’Uruguay : « Je dis à Gourcuff : “Je t’ai confié les clés, à toi de jouer !” Le pire, à ce moment précis, est le regard de Franck Ribéry. Je me fais peut-être du cinéma, mais j’ai vu dans ses yeux la haine, le mépris ou la jalousie. Il ne l’aime pas, c’est certain. » Le sélectionneur reproche également à Gourcuff « son air de garçon candide », « de pauvre petit malheureux à qui on veut du mal » et avoue avoir eu envie « de lui mettre des gifles » : « Réveille-toi Yoann ! » termine-il, exaspéré de voir que le joueur des Girondins soit plus un « suiveur » qu’un « guerrier ». Raymond Domenech évoque également l’entraînement qui précédait le match contre le Mexique (match perdu 2-0 qui connaîtra la polémique entre Anelka et le sélectionneur) où « Ribéry et d'autres avaient tué la séance parce que Gourcuff se trouvait dans leur équipe : Gourcuff n'a rien vu, il a subi et je me suis dit qu'il restait dans son monde des bisounours. »
Chef de presse de l’équipe de France à l’époque, François Manardo explique notamment l’échec de Yoann Gourcuff en Bleu dans l’émission Rothen régale sur RMC. Alors qu’il était « au top avec Bordeaux à ce moment », Gourcuff n’affichait pas le même niveau en sélection. Et alors que Domenech voulait faire de lui son meneur de jeu, il n’en avait pas le caractère, étant « réservé, un peu timide », « effacé dans le vestiaire » et n'avait que « deux potes en ce moment-là [...] Hugo Lloris et Jérémy Toulalan », ce qui est trop peu selon Manardo. Ainsi, il n’a pas su se faire respecter par les fortes têtes de l’équipe qui ne comprenaient pas pourquoi le jeune breton bénéficiait d’autant de louanges. Du fait de son caractère effacé, il n’avait « pas le droit de ne pas être bon » alors en conclut Jérôme Rothen. Cette défiance envers Gourcuff remonterait à 2009 où la France jouait sa qualification pour le Mondial lors du match retour contre l’Irlande. Ce match est resté dans l’histoire comme étant une qualification autant miraculeuse que honteuse. En effet, le but de la victoire signé Gallas a été précédé de deux fautes de main de Thierry Henry. Selon François Manardo, en difficulté dans le jeu, les Bleus ont été bousculés, n’ont pas su accepter le défi physique des Irlandais et sont passés « pour des trouillards », en particulier Yoann Gourcuff, censé être le futur numéro 10 des Bleus. Certains joueurs dont Ribéry lui auraient alors reproché sa piètre performance. En revanche, Manardo contredit la version selon laquelle Ribéry aurait frappé Gourcuff : « Les claques ? Ce sont des conneries ! » Jérémy Toulalan, proche de Yoann Gourcuff dément également cette version : « C'est complètement faux ! J'ai même entendu que j'avais séparé Franck et Yo : du grand n'importe quoi ! Il n'y a eu aucune altercation entre eux. »
Pointé du doigt comme le principal bourreau, Ribéry a toujours nié s’en être pris à Yoann Gourcuff. Avant le match de poules crucial contre l’Afrique du Sud, Ribéry débarque à l’improviste sur le plateau de Téléfoot où le sélectionneur Domenech est invité. Dans cette intervention lunaire, il exprime ses regrets, son envie de réussir pour l’équipe et dément les rumeurs selon lesquelles Gourcuff aurait peur de lui ou « [raserait] les murs » en sa présence. Dans un entretien à Canal+, Ribéry réaffirme ne jamais avoir malmené son ancien coéquipier et lui reproche de ne jamais avoir démenti, « c’était moi la racaille et lui le gentil. »
En 2015, un ami de Yoann Gourcuff confie au magazine So Foot que ce dernier « a vécu des choses terribles à Knysna ». Un an après, c’est le journaliste Jacques Besnard qui publie une lettre ouverte sur le site Slate dans lequel il raconte : « Ton père, que j'avais rencontré en 2012, sans rentrer dans les détails, m'avait fait pourtant comprendre que certains joueurs ne t'avaient pas épargné et que tu étais un peu dégoûté. » Il estime que Yoann Gourcuff a été harcelé depuis toujours par « des requins » car il était « beau gosse, intelligent et bien élevé ».
En 2017 lors d'un entretien à Ouest-France, Ménès va plus loin et déclare que Gourcuff a été victime de « racisme anti-blanc » de la part d'une « belle bande de connards ». Il cite notamment l'exemple de Florent Malouda qui voulait bien faire des efforts défensifs pour laisser de la liberté à Zinédine Zidane sur le terrain mais ne comptait pas faire la même chose pour Yoann Gourcuff. Ménès attribue cela à un éventuel racisme anti-blanc mais cela aurait pu s'expliquer par une différence d'aura et de palmarès, Zidane étant la légende qui revient en 2006 tandis que Gourcuff est un jeune joueur qui monte en 2009. L'idée d'un Yoann Gourcuff, blanc, breton, poli et bien élevé malmené par ses coéquipiers issus des banlieues, d'origines africaines et musulmans pour la plupart sera reprise et utilisée politiquement par l'extrême droite. 
En janvier 2022, Patrice Évra revient sur le cas Gourcuff dans l'After Foot de Rothen sur RMC. Il conteste les rumeurs de violence ou de menace de  Ribéry envers Yoann Gourcuff : « On disait qu’il était terrorisé par des racailles. J’avais été voir Yo en lui disant que Ribéry ne lui avait jamais mal parlé. Je lui ai dit de parler. » Mais selon l’ancien mancunien, « des gens » auraient conseillé Gourcuff de ne rien dire : « Ça va taper sur les racailles, et toi, tu seras le petit Français. ». Nicolas Anelka, chroniqueur de l’émission, déclare : « On a fait une légende sur Ribéry, qui soi-disant frappait ou menaçait Gourcuff. Ce n’est pas vrai » et ne comprend pas pourquoi le Breton n'a pas démenti : « T’es un homme, tu as un minimum de respect pour toi-même. Tu démens et tu dis ‘qui va me victimiser dans un vestiaire ? » Selon Évra, Yoann Gourcuff « avait trop de pression » et cela se ressentait sur ses performances. Thierry Henry aurait dit au jeune breton : « Yo, après ta saison en Ligue 1, Manchester City s’intéresse à toi, il faudrait aller dans un grand club. » Ce dernier aurait répondu, « d’une voix toute douce » : « Non, moi je n’ai pas encore le niveau, je ne peux pas », provoquant l’incompréhension de ses coéquipiers, la grande majorité des footballeurs rêvant de jouer dans un grand club. Le niveau de jeu des Bleus étant catastrophique durant ce Mondial, le sélectionneur Raymond Domenech était pointé du doigt quant à ses choix tactiques. Évra lui aurait alors demandé de jouer avec un avant-centre supplémentaire pour soutenir Nicolas Anelka. Domenech aurait répondu : « Vous voulez couper la tête de l’agneau [Yoann Gourcuff] ? Ne t’inquiète pas, je vais lui couper la tête, il ne jouera pas demain. » Par la suite, Patrice Évra serait allé voir Yoann Gourcuff, « en train de rigoler » dans le bus avec André-Pierre Gignac. « Yo, tu te rends compte que demain tu ne joues pas alors que tu es un phénomène ? Tu trouves ça normal ? » lui demande Évra. La star des Girondins répond « qu’il préférait ne pas jouer », « qu’il avait trop de pression » et « qu’il se sentait plus heureux comme ça ».
Le journaliste Maxime Dupuis, sur le site d’Eurosport, revient sur ces déclarations. Il partage son incompréhension à propos de Patrice Évra qui, d'une part, déplore dans son livre I love this game: The Autobiography « la masculinité toxique » qui l’a empêché pendant longtemps de dénoncer des agressions sexuelles subies à treize ans, et d'autre part, qu'il incite de nombreux joueurs à l’homophobie. Pour Dupuis, les propos d’Évra et Anelka sur RMC sont un exemple même de « masculinité toxique », leur reprochant leur manque de compassion envers Gourcuff, tétanisé par la pression de tout un pays qui voyait en lui le nouveau Zidane.

## Statistiques détaillées
| Saison                | Club                         | Championnat           | Championnat | Championnat | Championnat | Coupe(s) nationale(s) | Coupe(s) nationale(s) | Coupe(s) nationale(s) | Compétition(s) continentale(s) | Compétition(s) continentale(s) | Compétition(s) continentale(s) | Compétition(s) continentale(s) | France | France | France | Total | Total | Total |
| Saison                | Club                         | Division              | M.          | B.          | P.d.        | M.                    | B.                    | P.d.                  | Comp.                          | M.                             | B.                             | P.d.                           | M.     | B.     | P.d.   | M.    | B.    | P.d.  |
| 2003-2004             | Stade rennais FC             | Ligue 1               | 9           | 0           | -           | 1                     | 0                     | -                     | -                              | -                              | -                              | -                              | -      | -      | -      | 10    | 0     | 0     |
| 2004-2005             | Stade rennais FC             | Ligue 1               | 21          | 0           | -           | 2                     | 0                     | -                     | -                              | -                              | -                              | -                              | -      | -      | -      | 23    | 0     | 0     |
| 2005-2006             | Stade rennais FC             | Ligue 1               | 36          | 6           | 4           | 6                     | 0                     | -                     | C3                             | 5                              | 0                              | 0                              | -      | -      | -      | 47    | 6     | 4     |
| Sous-total            | Sous-total                   | Sous-total            | 66          | 6           | 4           | 9                     | 0                     | 0                     | -                              | 5                              | 0                              | 0                              | -      | -      | -      | 80    | 6     | 4     |
| 2006-2007             | AC Milan                     | Serie A               | 21          | 1           | 3           | 4                     | 0                     | 0                     | C1                             | 9                              | 1                              | 0                              | -      | -      | -      | 34    | 2     | 3     |
| 2007-2008             | AC Milan                     | Serie A               | 15          | 1           | 2           | 2                     | 0                     | 0                     | C1                             | 3                              | 0                              | 0                              | -      | -      | -      | 20    | 1     | 2     |
| Sous-total            | Sous-total                   | Sous-total            | 36          | 2           | 5           | 6                     | 0                     | 0                     | -                              | 13                             | 1                              | 0                              | -      | -      | -      | 55    | 3     | 5     |
| 2008-2009             | Girondins de Bordeaux (prêt) | Ligue 1               | 37          | 12          | 8           | 5                     | 1                     | 1                     | C1+C3                          | 6+1                            | 2+0                            | 2+0                            | 11     | 1      | 5      | 60    | 16    | 16    |
| 2009-2010             | Girondins de Bordeaux        | Ligue 1               | 29          | 6           | 7           | 6                     | 1                     | 2                     | C1                             | 8                              | 2                              | 2                              | 11     | 0      | 2      | 54    | 9     | 13    |
| 2010-2011             | Girondins de Bordeaux        | Ligue 1               | 3           | 0           | 1           | -                     | -                     | -                     | -                              | -                              | -                              | -                              | -      | -      | -      | 3     | 0     | 1     |
| Sous-total            | Sous-total                   | Sous-total            | 69          | 18          | 16          | 11                    | 2                     | 3                     | -                              | 15                             | 4                              | 4                              | 22     | 1      | 7      | 117   | 25    | 30    |
| 2010-2011             | Olympique lyonnais           | Ligue 1               | 24          | 3           | 4           | 2                     | 0                     | 0                     | C1                             | 7                              | 1                              | 1                              | 6      | 3      | 2      | 39    | 7     | 7     |
| 2011-2012             | Olympique lyonnais           | Ligue 1               | 13          | 2           | 2           | 5                     | 0                     | 0                     | C1                             | 5                              | 0                              | 0                              | 1      | 0      | 0      | 24    | 2     | 2     |
| 2012-2013             | Olympique lyonnais           | Ligue 1               | 18          | 3           | 2           | 2                     | 0                     | 2                     | C3                             | 3                              | 1                              | 2                              | 2      | 0      | 0      | 25    | 4     | 6     |
| 2013-2014             | Olympique lyonnais           | Ligue 1               | 18          | 3           | 5           | 4                     | 3                     | 2                     | C1+C3                          | 4+4                            | 0+0                            | 0+1                            | -      | -      | -      | 30    | 6     | 8     |
| 2014-2015             | Olympique lyonnais           | Ligue 1               | 17          | 3           | 4           | 2                     | 0                     | 1                     | C3                             | -                              | -                              | -                              | -      | -      | -      | 19    | 3     | 5     |
| Sous-total            | Sous-total                   | Sous-total            | 90          | 14          | 17          | 15                    | 3                     | 5                     | -                              | 23                             | 2                              | 4                              | 9      | 3      | 2      | 137   | 22    | 28    |
| 2015-2016             | Stade rennais FC             | Ligue 1               | 12          | 2           | 0           | -                     | -                     | -                     | -                              | -                              | -                              | -                              | -      | -      | -      | 12    | 2     | 0     |
| 2016-2017             | Stade rennais FC             | Ligue 1               | 27          | 4           | 3           | 1                     | 0                     | 0                     | -                              | -                              | -                              | -                              | -      | -      | -      | 28    | 4     | 3     |
| 2017-2018             | Stade rennais FC             | Ligue 1               | 10          | 1           | 1           | 3                     | 0                     | 0                     | -                              | -                              | -                              | -                              | -      | -      | -      | 13    | 1     | 1     |
| Sous-total            | Sous-total                   | Sous-total            | 49          | 7           | 4           | 4                     | 0                     | 0                     | -                              | -                              | -                              | -                              | -      | -      | -      | 53    | 7     | 4     |
| 2018-2019             | Dijon FCO                    | Ligue 1               | 8           | 0           | 0           | 0                     | 0                     | 0                     | -                              | -                              | -                              | -                              | -      | -      | -      | 8     | 0     | 0     |
| Sous-total            | Sous-total                   | Sous-total            | 8           | 0           | 0           | 0                     | 0                     | 0                     | -                              | -                              | -                              | -                              | -      | -      | -      | 8     | 0     | 0     |
| Total sur la carrière | Total sur la carrière        | Total sur la carrière | 318         | 47          | 46          | 44                    | 5                     | 8                     | -                              | 56                             | 7                              | 8                              | 31     | 4      | 9      | 449   | 63    | 71    |

### Matches en sélection nationale
| Matches internationaux de Yoann Gourcuff | Matches internationaux de Yoann Gourcuff | Matches internationaux de Yoann Gourcuff | Matches internationaux de Yoann Gourcuff | Matches internationaux de Yoann Gourcuff | Matches internationaux de Yoann Gourcuff |
| 0                                        | Date                                     | Lieu                                     | Adversaire                               | Résultats                                | Compétitions                             |
| ---------------------------------------- | ---------------------------------------- | ---------------------------------------- | ---------------------------------------- | ---------------------------------------- | ---------------------------------------- |
| 1                                        | 20 août 2008                             | Göteborg, Suède                          | Suède                                    | 3-2                                      | Match amical                             |
| 2                                        | 6 septembre 2008                         | Vienne, Autriche                         | Autriche                                 | 1-3                                      | Éliminatoires Coupe du monde 2010        |
| 3                                        | 10 septembre 2008                        | Saint-Denis, France                      | Serbie                                   | 2-1                                      | Éliminatoires Coupe du monde 2010        |
| 4                                        | 11 octobre 2008                          | Constanța, Roumanie                      | Roumanie                                 | 2-2                                      | Éliminatoires Coupe du monde 2010        |
| 5                                        | 14 octobre 2008                          | Saint-Denis, France                      | Tunisie                                  | 3-1                                      | Match amical                             |
| 6                                        | 19 novembre 2008                         | Saint-Denis, France                      | Uruguay                                  | 0-0                                      | Match amical                             |
| 7                                        | 11 février 2009                          | Marseille, France                        | Argentine                                | 0-2                                      | Match amical                             |
| 8                                        | 28 mars 2009                             | Kaunas, Lituanie                         | Lituanie                                 | 0-1                                      | Éliminatoires Coupe du monde 2010        |
| 9                                        | 1er avril 2009                           | Saint-Denis, France                      | Lituanie                                 | 1-0                                      | Éliminatoires Coupe du monde 2010        |
| 10                                       | 2 juin 2009                              | Saint-Étienne, France                    | Nigeria                                  | 0-1                                      | Match amical                             |
| 11                                       | 5 juin 2009                              | Lyon, France                             | Turquie                                  | 1-0                                      | Match amical                             |
| 12                                       | 12 août 2009                             | Torshavn, Îles Féroé                     | Îles Féroé                               | 0-1                                      | Éliminatoires Coupe du monde 2010        |
| 13                                       | 5 septembre 2009                         | Saint-Denis, France                      | Roumanie                                 | 1-1                                      | Éliminatoires Coupe du monde 2010        |
| 14                                       | 9 septembre 2009                         | Belgrade, Serbie                         | Serbie                                   | 1-1                                      | Éliminatoires Coupe du monde 2010        |
| 15                                       | 14 octobre 2009                          | Dublin, Irlande                          | République d'Irlande                     | 0-1                                      | Éliminatoires Coupe du monde 2010        |
| 16                                       | 18 octobre 2009                          | Saint-Denis, France                      | République d'Irlande                     | 1-1                                      | Éliminatoires Coupe du monde 2010        |
| 17                                       | 3 mars 2010                              | Saint-Denis, France                      | Espagne                                  | 0-2                                      | Match amical                             |
| 18                                       | 26 mai 2010                              | Lens, France                             | Costa Rica                               | 2-1                                      | Match amical                             |
| 19                                       | 30 mai 2010                              | Radès, Tunisie                           | Tunisie                                  | 1-1                                      | Match amical                             |
| 20                                       | 4 juin 2010                              | Saint-Pierre, France                     | Chine                                    | 0-1                                      | Match amical                             |
| 21                                       | 11 juin 2010                             | Le Cap, Afrique du Sud                   | Uruguay                                  | 0-0                                      | Coupe du monde 2010                      |
| 22                                       | 22 juin 2010                             | Bloemfontein, Afrique du Sud             | Afrique du Sud                           | 1-2                                      | Coupe du monde 2010                      |
| 23                                       | 9 octobre 2010                           | Saint-Denis, France                      | Roumanie                                 | 2-0                                      | Éliminatoires Euro 2012                  |
| 24                                       | 12 octobre 2010                          | Longeville-lès-Metz, France              | Luxembourg                               | 2-0                                      | Éliminatoires Euro 2012                  |
| 25                                       | 17 novembre 2010                         | Londres, Angleterre                      | Angleterre                               | 1-2                                      | Match amical                             |
| 26                                       | 9 février 2011                           | Saint-Denis, France                      | Brésil                                   | 1-0                                      | Match amical                             |
| 27                                       | 25 mars 2011                             | Luxembourg, Luxembourg                   | Luxembourg                               | 0-2                                      | Éliminatoires Euro 2012                  |
| 28                                       | 29 mars 2011                             | Saint-Denis, France                      | Croatie                                  | 0-0                                      | Éliminatoires Euro 2012                  |
| 29                                       | 27 mai 2012                              | Valenciennes, France                     | Islande                                  | 3-2                                      | Match amical                             |
| 30                                       | 14 novembre 2012                         | Parme, Italie                            | Italie                                   | 1-2                                      | Match amical                             |
| 31                                       | 5 juin 2013                              | Montevideo, Uruguay                      | Uruguay                                  | 1-0                                      | Match amical                             |

### Buts internationaux
| 0     | Date | Lieu | Compétition                                                                                             | Résultat                                                                                                | Adversaire                                                                                              | Détail                                                                                                  | Détail                                                                                                  | Détail                                                                                                  | Sél. |
| ----- | --- | --- | --- | --- | --- | --- | --- | --- | --- |
| 1er   | 11 octobre 2008                                                                                         | Stadionul Farul, Constanţa, Roumanie                                                                    | Éliminatoires Coupe du monde 2010                                                                       | N 2-2                                                                                                   | Roumanie                                                                                                | 69e | du pied droit                                                                                           | 2-2 | 4e |
| 2e    | 9 octobre 2010                                                                                          | Stade de France, Saint-Denis, France                                                                    | Éliminatoires Euro 2012                                                                                 | V 2-0                                                                                                   | Roumanie                                                                                                | 90+3e                                                                                                   | du pied droit                                                                                           | 2-0 | 23e |
| 3e    | 12 octobre 2010                                                                                         | Stade Saint-Symphorien, Longeville-lès-Metz, France                                                     | Éliminatoires Euro 2012                                                                                 | V 2-0                                                                                                   | Luxembourg                                                                                              | 76e | du pied droit                                                                                           | 2-0 | 24e |
| 4e    | 25 mars 2011                                                                                            | Stade Josy-Barthel, Luxembourg, Luxembourg                                                              | Éliminatoires Euro 2012                                                                                 | V 0-2                                                                                                   | Luxembourg                                                                                              | 72e | du pied gauche                                                                                          | 0-2 | 27e |
| Total | 4 buts (3 du pied droit et 1 du pied gauche), en 31 sélections entre le 20 août 2008 et le 5 juin 2013. | 4 buts (3 du pied droit et 1 du pied gauche), en 31 sélections entre le 20 août 2008 et le 5 juin 2013. | 4 buts (3 du pied droit et 1 du pied gauche), en 31 sélections entre le 20 août 2008 et le 5 juin 2013. | 4 buts (3 du pied droit et 1 du pied gauche), en 31 sélections entre le 20 août 2008 et le 5 juin 2013. | 4 buts (3 du pied droit et 1 du pied gauche), en 31 sélections entre le 20 août 2008 et le 5 juin 2013. | 4 buts (3 du pied droit et 1 du pied gauche), en 31 sélections entre le 20 août 2008 et le 5 juin 2013. | 4 buts (3 du pied droit et 1 du pied gauche), en 31 sélections entre le 20 août 2008 et le 5 juin 2013. | 4 buts (3 du pied droit et 1 du pied gauche), en 31 sélections entre le 20 août 2008 et le 5 juin 2013. | 4 buts (3 du pied droit et 1 du pied gauche), en 31 sélections entre le 20 août 2008 et le 5 juin 2013. |

## Palmarès

### En club
- Vainqueur de la Coupe du monde des clubs en 2007 avec le Milan AC
- Champion de France en 2009 avec les Girondins de Bordeaux
- Vainqueur de la Coupe de France en 2012 avec l'Olympique lyonnais
- Vainqueur de la Coupe de la Ligue en 2009 avec les Girondins de Bordeaux
- Vainqueur du Trophée des champions en 2008, en 2009 avec les Girondins de Bordeaux et en 2012 avec l'Olympique lyonnais
- Vainqueur de la Coupe Gambardella en 2003 avec le Stade rennais
- Finaliste de la Coupe de la Ligue en 2010 avec les Girondins de Bordeaux

### En sélection nationale
- 31 sélections et 4 buts entre 2008 et 2013
- Champion d'Europe des moins de 19 ans en 2005

### Distinctions individuelles
- En 2006 :
  - Trophée du joueur du mois de Ligue 1 UNFP en mars
- En 2009 :
  - Meilleur joueur de Ligue 1 (avec 12 buts et 10 passes décisives)
  - Joueur français de l'année par France Football
  - Membre de l'équipe-type de Ligue 1
  - Homme du match lors du Trophée des champions
  - Trophée du joueur du mois de Ligue 1 UNFP en avril [76]
  - Trophée du plus beau but de la saison de Ligue 1[76]
  - 20e du Ballon d'or
- En 2010 :
  - Membre de l'équipe-type de Ligue 1
- En 2012 :
  - Homme du match lors du Trophée des champions
- En 2021 :
  - Membre du XI de légende de la Coupe Gambardella en 2021[77].

## Salaire
En 2014, Yoann Gourcuff est le sixième joueur le mieux payé de Ligue 1. Il touche 7,6 millions d'euros bruts par an à l'Olympique lyonnais. Cependant, le 2 septembre 2014, Jean-Michel Aulas, le président de l'Olympique lyonnais, annonce que Yoann Gourcuff a baissé son salaire de 25 %, sans prolonger son contrat qui expire en juin 2015.
En début d'année 2016, le journal Le Parisien annonce que Yoann Gourcuff touchait un salaire de 480 000 euros bruts mensuels à Lyon. Il affirme également que le salaire de Yoann Gourcuff à Rennes en 2015-2016 est de 75 000 euros bruts mensuels, assorti de primes pour chaque match qu'il dispute et de primes selon les résultats du club en fin de saison.
En 2018, à Dijon son salaire mensuel est de 23 000 euros brut mensuel, durant un an.

## Vie privée
Yoann Gourcuff s'est pacsé en 2017 avec l'animatrice de télévision et mannequin française Karine Ferri avec laquelle il est en couple depuis 2011. Ils ont un fils, Maël, né le 6 avril 2016, et une fille, Claudia, née le 16 juillet 2018. Le 8 juin 2019, Yoann Gourcuff et Karine Ferri se sont mariés à La Motte dans le Var. Le 3 mai 2023, ils accueillent leur troisième enfant, une petite fille prénommée Sasha,.